# Cienega Springs, Arizona
Cienega Springs je naseljeno područje za statističke svrhe u američkoj saveznoj državi Arizona. Prema popisu stanovništva iz 2010. u njemu je živjelo 1,798 stanovnika.